# Laura Peel
Pour les articles homonymes, voir Peel.
Laura Peel, née le 29 septembre 1989 à Canberra, est une skieuse acrobatique australienne spécialisée dans les épreuves du saut acrobatique.

## Carrière
Participant aux épreuves de Coupe du monde depuis 2011, elle obtient son premier succès le 17 février 2012 à Kreischberg. Elle est sélectionnée pour les Jeux olympiques d'hiver de 2014 et y termine septième. En 2015, elle remporte le titre mondial.

## Palmarès

### Jeux olympiques
| Épreuve / Édition   | Saut acrobatique |
| JO 2014 Sotchi      | 7e               |
| JO 2018 Pyeongchang | 5e               |

### Championnats du monde
| Épreuve / Édition           | Saut acrobatique |
| Mondiaux 2011 Deer Valley   | 11e              |
| Mondiaux 2013 Voss          | 8e               |
| Mondiaux 2015 Kreischberg   | Or               |
| Mondiaux 2017 Sierra Nevada | 8e               |
| Mondiaux 2019 Park City     | 4e               |
| Mondiaux 2021 Almaty        | Or               |

### Coupe du monde
- 2 gros globe de cristal :
  - Vainqueur du classement sauts en 2021 et 2025.
- 1 petit globe de cristal :
  - Vainqueur du classement sauts en 2020.
- 28 podiums dont 14 victoires.

#### Détails des victoires
| Épreuve / Édition | Sauts                                      |
| ----------------- | ------------------------------------------ |
| 2011-2012         | Kreischberg                                |
| 2018-2019         | Shimao                                     |
| 2019-2020         | Raubichi Krasnoïarsk                       |
| 2020-2021         | Ruka Iaroslavl                             |
| 2021-2022         | Deer Valley                                |
| 2022-2023         | Le Relais Almaty                           |
| 2024-2025         | Lac-Beauport x2 Deer Valley Almaty Livigno |